# Journal of Latin American Studies
O Journal of Latin American Studies (JLAS) é uma revista interdisciplinaria, publicada pela Cambridge University Press. Foi fundada em 1969 pelos síndicos da Universidade de Cambridge e pelo comitê de diretores do Instituto e vários centros de estudos latinoamericanos nas universidades de Cambridge, Glasgow, Liverpool, Londres e Oxford. A revista publica aproximadamente 20 artigos e mais de 100 resumos de livros ao ano. As oficiais editoriais e administrativas do JLAS se encontram localizadas no Instituto para o estudo das Américas da Universidade de Londres.

## Indexação
A revista encontra-se atualmente indexada nas seguintes bases de dados bibliográficas:
- A B I - INFORM (American Business Information)
- Agroforestry Abstracts (Online)
- America: History and Life
- Anthropological Index Online
- Arts & Humanities Citation Index (Online)
- Book Review Digest Plus
- British Humanities Index
- C A B Abstracts
- C S A Political Science & Government (Cambridge Scientific Abstracts)
- C S A Worldwide Political Science Abstracts (Cambridge Scientific Abstracts)
- Chicano Database
- Current Abstracts
- Current Contents
- Dietrich's Index Philosophicus
- EBSCOhost
- Family Index
- Elsevier
- Forestry Abstracts
- Gale Group (Cengage Learning)
- GEOBASE
- Global Health
- H.W. Wilson
- Hispanic American Periodicals Index
- Historical Abstracts
- Horticultural Science Abstracts
- Humanities International IndexInternational Bibliography of the Social Sciences
- International Political Science Abstracts
- Internationale Bibliographie der Rezensionen Geistes- und Sozialwissenschaftlicher Literatur
- Leisure, Recreation and Tourism Abstracts
- Leisure Tourism Database
- M L A International Bibliography (Modern Language Association of America)
- OCLC
- Periodicals Index Online
- Plant Genetic Resources Abstracts
- Postharvest News and Information
- ProQuest
- Referativnyi Zhurnal
- Religion Index One: Periodicals
- Rural Development Abstracts
- Russian Academy of Sciences Bibliographies
- Scopus
- Social Sciences Abstracts (WilsonDisc)
- Social Sciences Citation Index
- Social Sciences Full Text (WilsonWeb)
- Social Sciences Index
- Social Services Abstracts
- Sociological Abstracts
- Soils and Fertilizers
- Sugar Industry Abstracts
- Swets Information Services
- Tropical Diseases Bulletin
- World Agricultural Economics and Rural Sociology Abstracts
- Web of Science

## Artigos notáveis publicados
- Hale, Charles R. (2002). "Does Multiculturalism Menace? Governance, Cultural Rights and the Politics of Identity in Guatemala", agosto, «34 (3): 485-524». journals.cambridge.org
- Hall, Anthony (2006). "From Fome Zero to Bolsa Familia: social politcies and poverty alleviation under Lula", noviembre, «38 (4): 689-709». journals.cambridge.org
- Schneider, Ben Ross (2009). "Hierarchical Market Economies and Varieties of Capitalism in Latin America", agosto, «41 (3): 553-575». journals.cambridge.org
- Wade, Peter (2005). "Rethinking Mestizaje: ideology and lived experience", julio «37 (2): 239-257». journals.cambridge.org